# Ruellia aspera
Ruellia aspera là một loài thực vật có hoa trong họ Ô rô. Loài này được PHILLIPS miêu tả khoa học đầu tiên.